# 非常静距离
《非常静距离》是安徽卫视的访谈节目，由李静主持。该节目为季播节目，节目时长40分钟。

## 节目概况
每期节目有主持人一名（李静），嘉宾多数为一人，有时也会有多人，都是邀请时下很火的影视作品的主要演员或受争议较大有话题性的艺人，嘉宾出场前会由MC现场即兴创作一段Rap来介绍今天的嘉宾，如果是歌手，开场或结束时也会演唱一首歌曲来出场或结束。访谈内容活泼轻松，主持人李静亲切大方的主持风格颇受大家喜欢，有时也会谈到一些嘉宾内心的感受，潸然泪下的情况在节目中也很常见。

## 播出时间
每天23点首播，周一至周五下午5点35重播

## 网络直播时间
每周日周一0:30更新一集